# 多朗斯 (伊利諾伊州)
多朗斯（英語：Dorans）是位於美國伊利諾伊州科爾斯縣的一個非建制地區。該地的面積和人口皆未知。

## 地理
多朗斯的座標為39°33′04″N 88°20′40″W / 39.55111°N 88.34444°W，而該地的平均海拔高度為200米（即656英尺）。